# Никитин, Кузьма Кондратьевич
Кузьма Кондратьевич Никитин (1897 — 1995) — советский хозяйственный, государственный и политический деятель, Герой Социалистического Труда.

## Биография
Родился в 1897 году в деревне Дубовица Рассохской волости Рогачевского уезда Могилёвской губернии. Член КПСС с 1944 года.
С 1910 года — на хозяйственной, общественной и политической работе. В 1910—1964 годах — подёнщик, батрак у зажиточных крестьян, колхозник, председатель артельного управления сельскохозяйственной артели «Чирвоный доброохвотник», участник Великой Отечественной войны в сапёрных частях в рядах 307-го отдельного инженерного батальона, заведующий складом военно-технического снабжения 217-го Краснознамённого инженерно-сапёрного батальона 50-й инженерно-сапёрной Могилёвской бригады при штабе 50-й армии, председатель колхоза «Чирвоный доброохвотник», имени Сталина, «Коммунист» Кормянского района Гомельской области.
Указом Президиума Верховного Совета СССР от 18 января 1958 года присвоено звание Героя Социалистического Труда с вручением ордена Ленина и золотой медали «Серп и Молот».
Избирался депутатом Верховного Совета Белорусской ССР 2-го, 3-го и 4-го созывов.
Умер в Гомеле в 1995 году.